# Energia pneumática
A existência física do ar, bem como a sua utilização como forma de energia, é reconhecida há milhares de anos. O termo pneumática é derivado do grego Pneumos ou Pneuma (respiração, sopro) e é definido como a parte da Física que se ocupa da dinâmica e dos fenômenos físicos relacionados com os gases ou vácuos. É também o estudo da conservação da energia pneumática em energia mecânica, através dos respectivos elementos de trabalho.
A Energia Pneumática provém da compressão do ar atmosférico em um reservatório, transformando-o em ar comprimido a uma dada pressão de trabalho. O equipamento que executa este processo é chamado de compressor.
Apesar de o ar comprimido ser uma velha forma de energia conhecida pelo homem, somente a partir de 1950, ele foi aplicado industrialmente na automação e na racionalização da força humana para trabalhos cíclicos e metódico. Atualmente, o ar comprimido tornou-se indispensável nos mais diferentes ramos industrial.
Os antigos aproveitavam ainda a força gerada pela dilatação do ar aquecido e a força produzida pelo vento.
Em Alexandria (centro cultural vigoroso no mundo helênico), foram construídas as primeiras máquinas reais, no século III a.C.. Neste mesmo período, Ctesibios fundou a Escola de Mecânicos, também em Alexandria, tornandose, portanto, o precursor da técnica para comprimir o ar. A Escola de Mecânicos era especializada em Alta Mecânica, e eram construídas máquinas impulsionadas por ar comprimido.
No século III d.C., um grego, Hero, escreveu um trabalho em dois volumes sobre as aplicações do ar comprimido e do vácuo.
Contudo, a falta de recursos materiais adequados, e mesmo incentivos, contribuiu para que a maior parte destas primeiras aplicações não fosse prática ou não pudesse ser convenientemente desenvolvida. A técnica era extremamente depreciada, a não ser que estivesse a serviço de reis e exércitos, para aprimoramento das máquinas de guerra. Como consequência, a maioria das informações perdeu-se por séculos.
Durante um longo período, o desenvolvimento da energia pneumática sofreu paralisação, renascendo apenas nos séculos XVI e XVII, com as descobertas dos grandes pensadores e cientistas como Galileu, Otto Von Guericke,
Robert Boyle e outros, que passaram a observar as leis naturais sobre compressão e expansão dos gases.
Leibniz, Huygens, Papin e Newcomem são considerados os pais da Física Experimental, sendo que os dois últimos consideravam a pressão atmosférica como uma força enorme contra o vácuo efetivo, o que era objeto das
Ciências Naturais, Filosóficas e da Especulação Teológica desde Aristóteles até o final da época Escolástica.
Encerrando esse período, encontra-se Evangelista Torricelli, o inventor do barômetro, um tubo de mercúrio para medir a pressão atmosférica. Com a invenção da máquina a vapor de Watts, tem início a era da máquina. No decorrer dos séculos, desenvolveram-se várias maneiras de aplicação do ar, com o aprimoramento da técnica e novas descobertas. Assim, foram surgindo os mais extraordinários conhecimentos físicos, bem como alguns instrumentos.
Um longo caminho foi percorrido, das máquinas impulsionadas por ar comprimido na Alexandria aos engenhos pneumo-eletrônicos de nossos dias. Portanto, o homem sempre tentou aprisionar esta força para colocá-la a seu serviço, com um único objetivo: controlá-la e fazê-la trabalhar quando necessário.
Atualmente, o controle do ar suplanta os melhores graus da eficiência, executando operações sem fadiga, economizando tempo, ferramentas e materiais, além de fornecer segurança ao trabalho.